# Ludvig 17. af Frankrig
Ludvig 17. af Frankrig (fransk: Louis XVII) (fransk: Louis Joseph; 27. marts 1785 – 8. juni 1795) var en fransk prins, der var fransk tronprætendent fra 1793 til 1795, hvor Frankrig var en republik
Ludvig var den anden søn af Ludvig 16. af Frankrig og Marie-Antoinette af Østrig. Ved sin storebroder Louis Josephs død i 1789 overtog han positionen som dauphin af Frankrig (tronfølger). Som ældste overlevende søn af Ludvig 16. var han ifølge royalisterne konge af Frankrig fra faderens henrettelse i 1793 til sin egen død i 1795. Han døde i et republikansk fængsel uden at blive kronet.